# 1989-es Fiatal Táncosok Eurovíziója
Az 1989-es Fiatal Táncosok Eurovíziója volt a harmadik Fiatal Táncosok Eurovíziója, melyet Franciaország fővárosában, Párizsban rendeztek meg. A pontos helyszín a Palais des Congrès volt. A döntőre 1989. június 28-án került sor. Az Eurovíziós Dalfesztivállal ellenben itt nem az előző évi győztes rendez, hanem pályázni kell a rendezés jogára. Az 1987-es verseny a dán Rose Gad Poulsen és Nikolaj Hübbe győzelmével zárult, akik a „La Sylphide” című táncukat adták elő Németországban, Schwetzingenben.

## A helyszín és a verseny
A verseny pontos helyszíne a Franciaország fővárosában, Párizsban található Palais des Congrès volt, melynek legnagyobb előadóterme 3 723 fő befogadására alkalmas. Az intézmény korábban az 1978-as Eurovíziós Dalfesztivál helyszínéül is szolgált.
| Franciaország Párizs |

A résztvevők magas száma miatt első alkalommal rendeztek elődöntőt. Az elődöntőben mind a tizenhét résztvevőnek szerepelnie kellett, majd egy szakmai zsűri választotta ki közülük a tíz döntőst. Így az elődöntőben hét ország esett ki.
Változott a szavazási rendszer is. A szakmai zsűri a döntőben négy kategóriában díjazta a versenyzőket: klasszikus balett-tánc és kortárs tánc kategóriában két győztest hirdettek ki, klasszikus tánc és kortárs tánc kategóriákban pedig különdíjat ítéltek oda két ország versenyzőjének.

## A résztvevők
Először vett részt a versenyen Ciprus és Portugália, így 17 ország szerepelt.

## Zsűri
- Roland Petit (Zsűrielnök)
- Frank Andersen
- Oscar Aráiz
- Paolo Bortoluzzi
- Igor Eisner
- Jekatyerina Makszimova
- John Neumeier
- Heinz Spoerli
- Vlagyimir Vasziljev

## Elődöntő
| #  | Ország             | Táncos                               | Tánc | Koreográfus | Eredmény     |
| -- | ------------------ | ------------------------------------ | ---- | ----------- | ------------ |
| 01 | Hollandia          | Gaby Baars és Léon Pronk             |      |             | Továbbjutott |
| 02 | Jugoszlávia        | Dino Baksa                           |      |             | Kiesett      |
| 03 | Kanada             | Cherice Barton                       |      |             | Kiesett      |
| 04 | Németország        | Patrick Becker                       |      |             | Továbbjutott |
| 05 | Belgium            | Géraldine Boussart                   |      |             | Továbbjutott |
| 06 | Svájc              | Christina McDermott                  |      |             | Továbbjutott |
| 07 | Spanyolország      | María Giménez és Igor Yebra Iglesias |      |             | Továbbjutott |
| 08 | Dánia              | Rachel Hester és Martin Vedel        |      |             | Továbbjutott |
| 09 | Egyesült Királyság | Tecuja Kumakava                      |      |             | Továbbjutott |
| 10 | Portugália         | Ana Lacerda                          |      |             | Kiesett      |
| 11 | Franciaország      | Agnès Letestu                        |      |             | Továbbjutott |
| 12 | Svédország         | Marie Lindquist                      |      |             | Továbbjutott |
| 13 | Olaszország        | Danilo Mazzota                       |      |             | Kiesett      |
| 14 | Ciprus             | Éleni O’Keefe                        |      |             | Kiesett      |
| 15 | Norvégia           | Hilde Olsen                          |      |             | Kiesett      |
| 16 | Finnország         | Petri Toivanen                       |      |             | Továbbjutott |
| 17 | Ausztria           | Jürgen Wagner                        |      |             | Kiesett      |

## Döntő
A döntőt 1989. június 28-án rendezték meg hét ország részvételével. A végső döntést a kilencfős szakmai zsűri hozta meg.
| # | Ország             | Táncos                               | Tánc | Koreográfus | Helyezés | Díj                              |
| - | ------------------ | ------------------------------------ | ---- | ----------- | -------- | -------------------------------- |
|   | Belgium            | Géraldine Boussart                   |      |             | —        | —                                |
|   | Dánia              | Rachel Hester és Martin Vedel        |      |             | —        | —                                |
|   | Egyesült Királyság | Tecuja Kumakava                      |      |             | 1.       | Klasszikus balett-tánc           |
|   | Finnország         | Petri Toivanen                       |      |             | —        | —                                |
|   | Franciaország      | Agnès Letestu                        |      |             | 1.       | Kortárs tánc                     |
|   | Hollandia          | Gaby Baars és Léon Pronk             |      |             | —        | —                                |
|   | Németország        | Patrick Becker                       |      |             | —        | —                                |
|   | Spanyolország      | María Giménez és Igor Yebra Iglesias |      |             | —        | Zsűri különdíja: kortárs tánc    |
|   | Svájc              | Christina McDermott                  |      |             | —        | Zsűri különdíja: klasszikus tánc |
|   | Svédország         | Marie Lindquist                      |      |             | —        | —                                |

## Közvetítés
Összesen 20 ország közvetítette a versenyt, köztük Jordánia és Bulgária is.
| - Ausztria — ORF - Belgium — RTBF - Bulgária — BT - Ciprus — CyBC - Dánia — DR - Egyesült Királyság — BBC2 - Finnország — Yle TV1 | - Franciaország – France 3 - Hollandia — NOS - Jordánia — JTV - Jugoszlávia — JRT - Kanada — CBC, - Németország — ZDF - Norvégia — NRK | - Olaszország – Rai 3 - Portugália — RTP - Spanyolország — TVE - Svájc — TSR - Svédország — SVT1 |

## Térkép

A döntő résztvevői
Az elődöntőben kiesett országok